# Thlypopsis ruficeps
Thlypopsis ruficeps là một loài chim trong họ Thraupidae.